# Camilla Horn
Camilla Martha Horn (25 de abril de 1903 - 14 de agosto de 1996) fue una bailarina alemana y una estrella de cine de la era del cine mudo y sonoro.Protagonizó varias películas de Hollywood a finales de la década de 1920 y algunas producciones británicas e italianas. Hizo más de 70 películas en Europa.

## Biografía
Nació en Frankfurt, hija de un funcionario ferroviario, Camilla Horn fue educada en Alemania y Suiza. Inicialmente se formó como modista y obtuvo su primera experiencia laboral en un salón de moda en Erfurt.Esto fue simplemente un trampolín para una carrera artística que comenzó con clases de baile en Berlín y estudios de actuación bajo la dirección de Lucie Höflich. La esbelta, rubia y sorprendentemente hermosa Camilla pronto apareció en revistas de cabaret dirigidas por Rudolf Nelson. Para 1926, estaba empleada como extra en Ufa, donde fue descubierta por el director F.W. Murnau, quien la encontró como la representación ideal de Gretchen para su producción seminal de Fausto (1926).El papel lanzó a Camilla al estrellato instantáneo. Dentro de un año, fue contratada por United Artists en Hollywood, entablando amistad con Charles Chaplin y, más importante aún, con el presidente del estudio Joseph M. Schenck. La amistad con Schenck pudo, o no, haber llevado a un romance, dependiendo de cuál historia se prefiera creer, pero sí resultó en dos roles estelares de alto perfil junto a John Barrymore en los melódramas candentes Tempestad (1928) y Amor eterno (1929), ambos producidos por Schenck. Ninguna película fue un éxito comercial.

## Vida personal
Se casó en cuatro ocasiones con Gustav Diessl, Louis Graveure, Klaus Geerz, Kurt Kurfis, Robert Schnyder, Rudolf Muhlfenzl. Con la llegada del sonido, Camilla regresó a Europa, apareciendo brevemente en el escenario en Londres y París, antes de retomar su carrera cinematográfica en Alemania. A medida que avanzaba la década de 1930, rara vez rechazaba un papel, interpretando desde baronesas y modelos de moda, hasta vampiras y 'mujeres caídas'. La calidad de sus películas era variable, pero hubo varios destacados notables, como Hans en todas partes (1930) (junto a Hans Albers), El último vals (1934) y Fahrendes Volk (1938) (como una artista de circo, nuevamente con Albers).

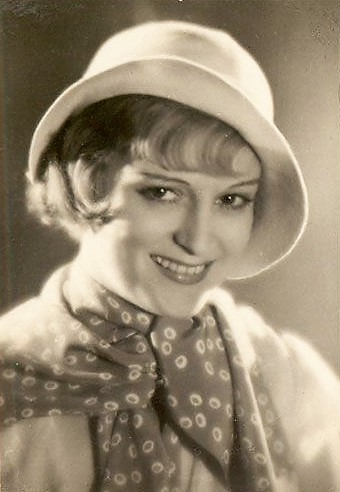
Camilla Horn en 1920

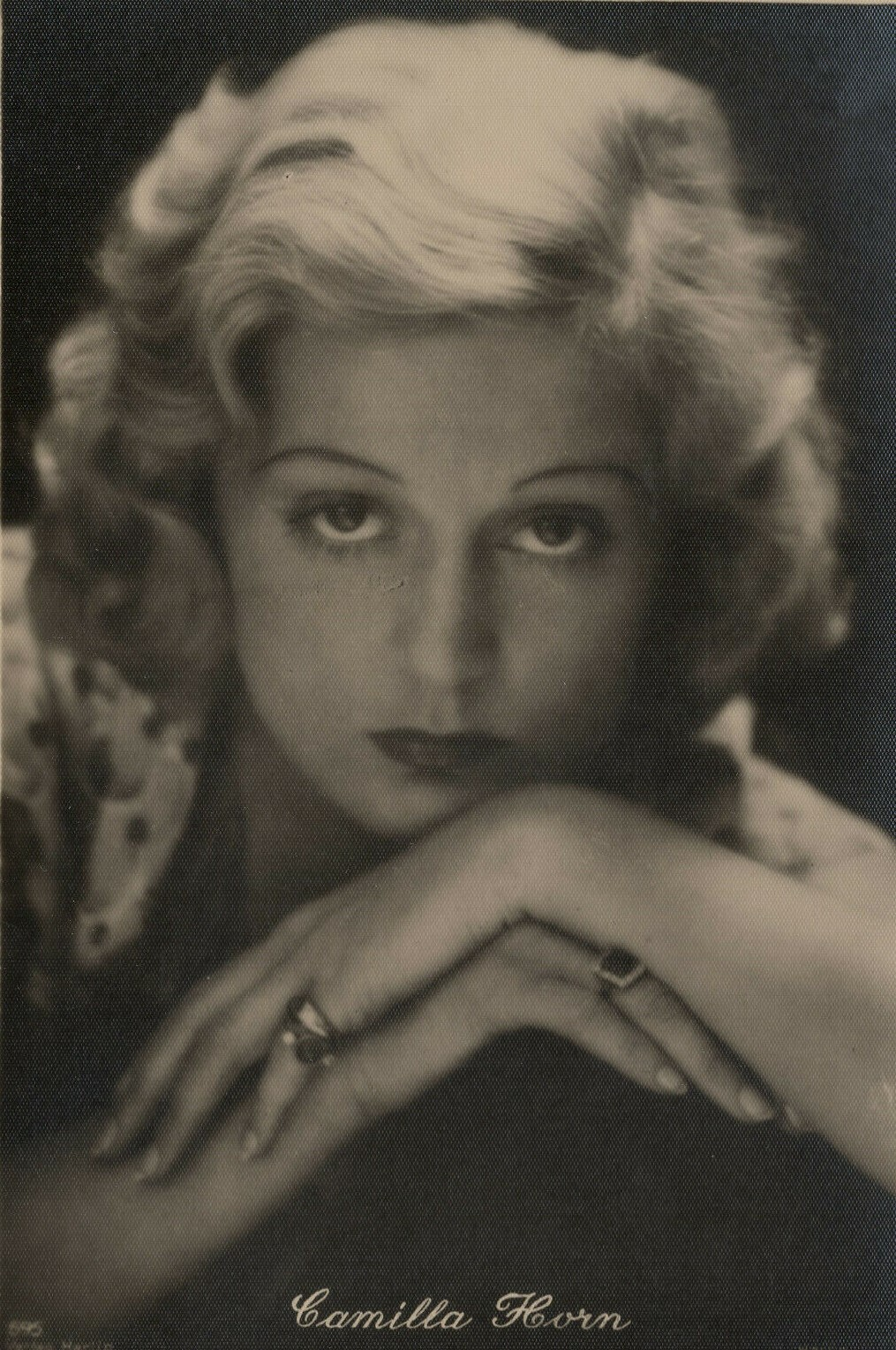
Camilla Horn por Gregor Harlip

Durante esta tumultuosa década, Camilla mantuvo una larga relación amorosa con el cantante Louis Graveure, quince años mayor que ella. Esto llegó a su fin en 1938, cuando Graveure fue sospechoso de espionaje por la Gestapo y huyó a Inglaterra, a través de la Costa Azul. Después de que su lujosa villa en Berlín fue saqueada en busca de pistas inexistentes, las críticas directas de Camilla al régimen nazi la metieron en serios problemas. Cerró la primera mitad de su carrera con un trío de películas olvidadas hechas en Italia. Después de fracasar en un intento de huir a Suiza, mantuvo un perfil bajo e incluso probó suerte en la agricultura. Después de la guerra, tuvo un período como intérprete para las fuerzas de ocupación estadounidenses en Alemania. Camilla regresó con éxito al escenario en una producción de 1948 en Frankfurt de "L'Aigle a Deux Tetes" de Jean Cocteau (también conocida como 'El águila tiene dos cabezas'). Pasó la segunda mitad de su carrera interpretando grandes damas, matriarcas y mujeres mundanas con trasfondos coloridos, tanto en películas como en televisión. En 1974, recibió el 'Filmband in Gold' (también conocido como 'Lola') por su trayectoria de vida en la industria cinematográfica alemana. En su autobiografía de 1985, "Verliebt in die Liebe" ('Enamorada del amor'), recordó felizmente sus matrimonios y relaciones amorosas.Falleció a los 93 años, el 14 de agosto de 1996 en Herrsching, Alemania.Está enterrada en el cementerio de Friedhof Herrsching.

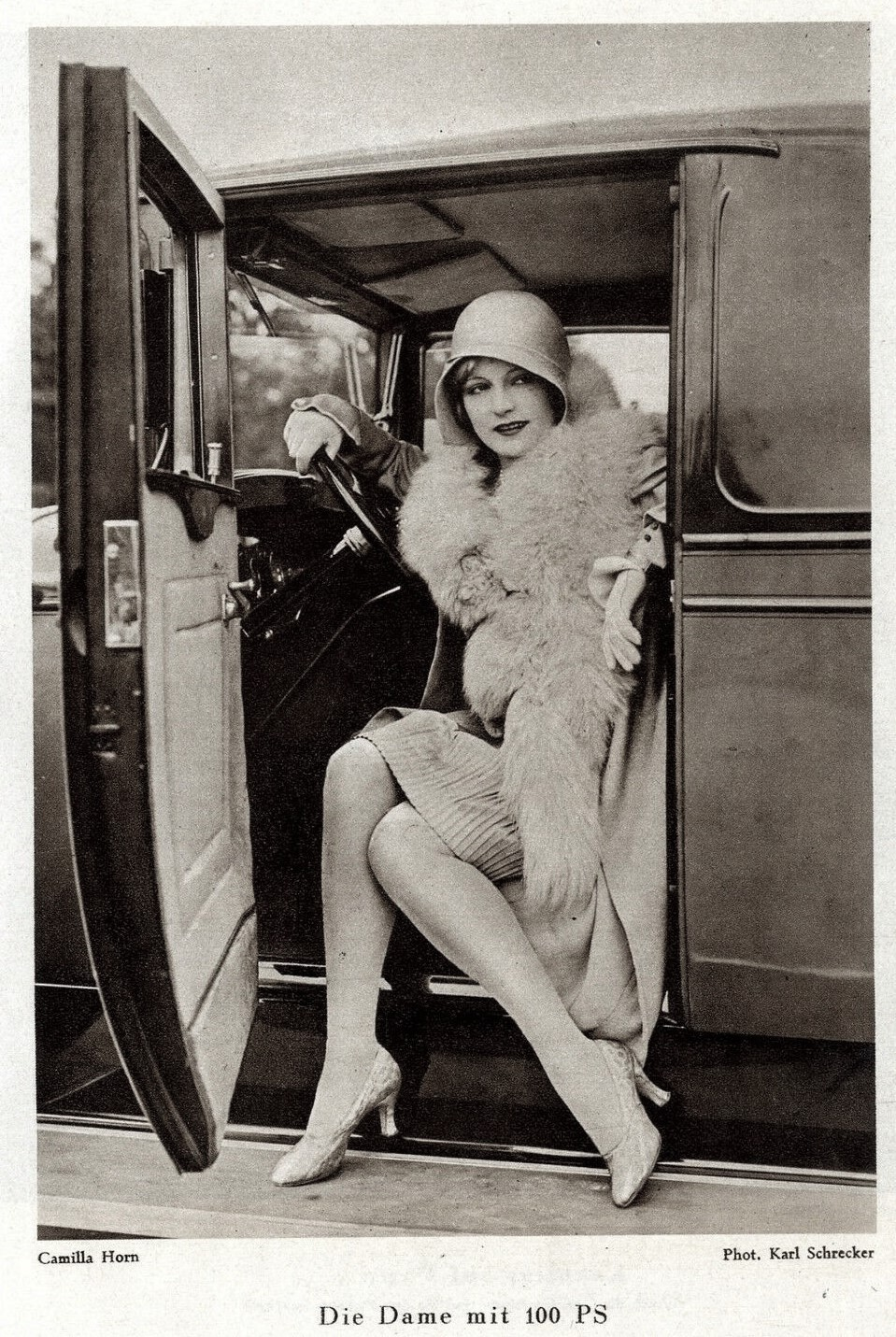
Camilla Horn en 1930

## Filmografía
- 1921 - Kean [1]
- 1925 - Ways to Strength and Beauty (sin acreditar) - Caminos hacia la fuerza y la belleza.[1]
- 1925 - Tartuffe
- 1926 - Faust - Gretchen / Marguerite [6]
- 1926 - Madame Wants No Children - Bailarina
- 1927 - The Bordellos of Algiers - Adrienne Brisson
- 1927 - Eva and the Grasshopper - Camille de Saxe
- 1927 - The Merry Vineyard - Clärchen Gunderloch
- 1928 - The Tempest - Princesa Tamara
- 1929 - Eternal Love - Ciglia
- 1929 - Three Around Edith - Lady Edith Trent
- 1929 - The Royal Box - Alice Doren
- 1930 - You'll Be in My Heart - Diane D'Artois
- 1930 - Fundvogel - Esther
- 1930 - Morals at Midnight - Nelly Wendt
- 1930 - The Great Longing - Eva von Loe
- 1930 - Hans in Every Street - Elisabeth, su novia
- 1931 - Sunday of Life - Ellen Hobart
- 1931 - The Song of the Nations - El canto de las naciones
- 1931 - I Go Out and You Stay Here - Gaby, Maniquí
- 1931 - Reckless Youth - Lydia Thorne
- 1931 - The Night Without Pause - Letta Larbo
- 1932 - The Five Accursed Gentlemen - Camilla
- 1932 - The Cheeky Devil - Alice Ménard
- 1932 - The Return of Raffles - Elga
- 1933 - Moral und Liebe - Vera
- 1933 - Rund um eine Million - Lilly
- 1933 - The Rakoczi March - Vilma
- 1933 - The Love Nest - Fifi
- 1933 - Matinee Idol - Sonia Vance
- 1934 - If I Were King - Inge Winkler
- 1934 - The Double - Jenny Miller
- 1934 - The Big Chance - Helga, su hija
- 1934 - The Luck of a Sailor - Louise
- 1934 - Ein Walzer für dich - Fürstin Stefanie
- 1934 - The Last Waltz - Vera, su sobrina
- 1934 - Ich sehne mich nach dir - Ivonne Brandt
- 1935 - The Red Rider - Hasia Nowrowska
- 1937 - White Slaves - Manja - su hija
- 1937 - Sein letztes Modell - Maria Várady
- 1937 - Crooks in Tails - Vera Dalmatoff
- 1938 - Travelling People - Pepita
- 1938 - Red Orchids - Baronesa Ogolenska
- 1938 - In geheimer Mission - Marion
- 1939 - Roman eines Arztes - Käthe Üding - su esposa
- 1939 - Central Rio - Diane Mercier
- 1940 - Polterabend - Lissi
- 1940 - Herz ohne Heimat - Dina Horster
- 1940 - Die letzte Runde - Lilly
- 1940 - Die keusche Geliebte - Renée Lemonier
- 1941 - Friedemann Bach - Mariella Fiorini
- 1942 - Vertigine - Corinna Dellys, la amante de Alberto
- 1942 - Paura d'amare - Barberina / Tía Bárbara
- 1942 - Angelo del crepuscolo - Anna
- 1944 - Seine beste Rolle - Elise Sander
- 1948 - Intimitäten - Helene
- 1949 - Search for Majora - Gritt Faller
- 1952 - Queen of the Arena - Diana Bianca, Dompteuse
- 1953 - Father Is Being Stupid - Baronin von Baran
- 1969 - Appointment in Beirut - Sra. Evelyn Brown
- 1970 - Wer weint denn schon im Freudenhaus? - Paula
- 1970 - Immer bei Vollmond - Madre de Wegelins
- 1987 - Der Unsichtbare - Olga Benjamin
- 1988 - Schloß Königswald - Abuela Princesa